# Ferdinand Lagemann
Einspruch zum Löschungsantrag: Die unten aufgeführten zahlreichen Zeitungsartikel belegen die Relevanz dieser Persönlichkeit für das öffentliche Leben im Kreis Melle Zitat:"weit über die Grenzen von Neuenkirchen hinaus"; Zitat "Der Kreisverordnete Ferdinand Lagemann wird im Grönegau nicht vergessen werden. Der Kreis Melle wird ihm ein ehrendes Andenken bewahren"
Ferdinand Lagemann (* 2. August 1880 in Neuenkirchen (Melle); † 15. August 1953 ebenda) war ein deutscher Buchbindermeister und Buchdruckereibesitzer. Er wurde vor allem bekannt durch seine 17 Jahre andauernde Tätigkeit als Ortsbürgermeister in  Neuenkirchen (Melle); im Zeitfenster 1927 bis 1944.

## Leben und Wirken
Aus dem politischen Engagement bei der DDP heraus war Ferdinand Lagemann 17 Jahre lang Bürgermeister von Melle Neuenkirchen in der Zeit von 1927 – 1944. In dieser Zeit setzte er sich unter anderem für die 1930 erfolgte Errichtung des noch heute bestehenden Freibads an der Bielefelder Straße ein. Von 1948 bis 1952 gehörte er dem Gemeinderat von Neuenkirchen an.
Lagemann betrieb im Ort Neuenkirchen als Buchdruckermeister eine Buchdruckerei, sowie einen Kaufladen im Ortskern. Er war schon früh in der Region Grönegau vielseitig engagiert, so beim ortsansässigen Sportverein TV Neuenkirchen-Melle e. V. als 2. Vorsitzender vom 1.10.1910 bis 9.1.1913, später als Kreishandwerksmeister und Vorstandsmitglied der Handwerkskammer Osnabrück sowie Leiter der Innungskrankenkasse Melle.
Weiterhin war er zeitweise Vorsitzender des Finanzausschusses des Kreises Melle, der Sterbekasse von 1858 sowie der Kriegerkameradschaft (Kyffhäuserbund). Ferdinand Lagemann war Vater von 2 Söhnen und einer Tochter.

## Werke
In der Druckerei Lagemann wurden Bücher, Postkarte und Hefte gedruckt, u.a.
- Der Brand von Neuenkirchen - 1883 1933. Neuenkirchen (Melle) 1933

## Auszeichnungen und Ehrungen
- 27.2.1935 Ehrenmitglied beim TVN (TV Neuenkirchen-Melle e. V. )

## Einzelnachweise

Meller Kreisblatt

Meller Kreisblatt

Meller Kreisblatt

Meller Kreisblatt

Meller Kreisblatt

Grebenstr. 6 / Alte Bielefelder Str. 9 49326 Melle Neuenkirchen, Früher Haus nr. 36a